# Chésopelloz
Chésopelloz é uma comuna da Suíça, no Cantão Friburgo, com cerca de 119 habitantes. Estende-se por uma área de 1,67 km², de densidade populacional de 71 hab/km². Confina com as seguintes comunas: Autafond, Avry, Belfaux, Corminboeuf, Noréaz, Ponthaux.
A língua oficial nesta comuna é o Francês.